# Kabwe
Kabwe (till 1966: Broken Hill) är en stad i centrala Zambia. Staden är huvudort för provinsen Central. Staden hade vid 2010 års folkräkning 202 360 invånare.
Den grundades som Broken Hill år 1902 efter att man hade hittat bly- och zinkfyndigheter nära staden. 